# 旧大島邸

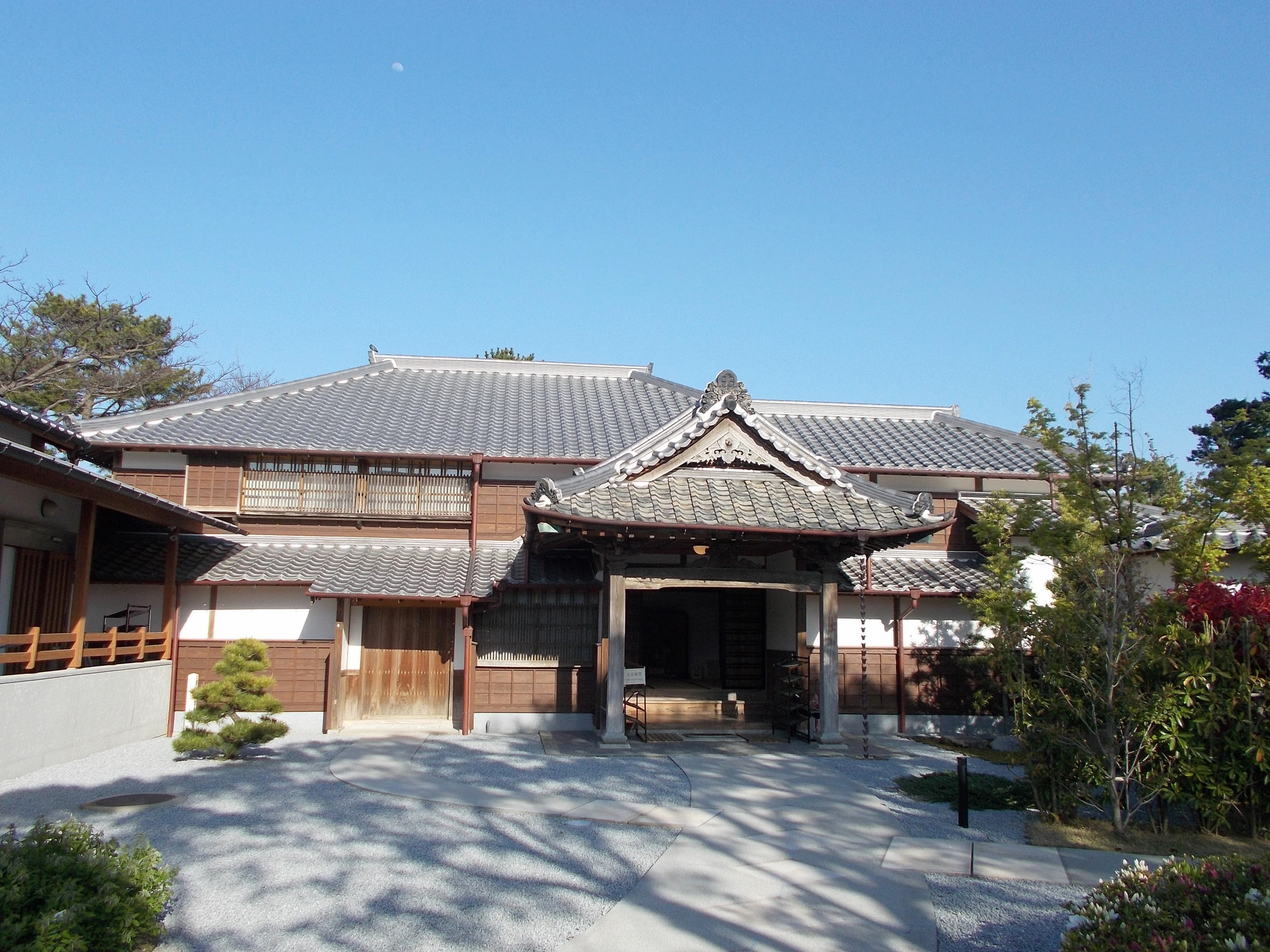
旧大島邸（2019年4月）

旧大島邸（きゅうおおしまてい）は、佐賀県唐津市に現存する、明治時代の住宅建築。

## 概要
旧・唐津銀行（佐賀銀行の前身の一つ）の創設者であった同銀行頭取・大島小太郎（1859-1947）の邸宅として建てられた。
現存する主屋は1893年（明治26年）頃の完成とみられている。
木造平屋の建物には、長谷川雪塘の襖絵や茶室、広間等が配置されている。
唐津市立大志小学校の敷地拡張に伴って解体する予定であったが、保存を求める市民運動を受けて、移築保存に方針が変更され、2017年4月に移築された。2025年4月1日より入館料が廃止されたが、いくつかの部屋については時間決めの料金による貸出も実施している。
近隣には唐津城・旧高取家住宅・唐津神社・旧唐津銀行本店などが位置している。

## 大島小太郎
家主の大島小太郎（1859－1947 ）は明治時代に実業家・県会議員として唐津の発展に寄与した人物。父親の唐津藩士・大島興義は幕末維新期に藩財政を預かり、維新後も藩専売の紙会社を経営するなど実業家として地元経済界の指導者的立場にあった。
その長男として生まれた小太郎は、藩の英語学校「耐恒寮」を経て上京するも、眼病のため学成らず、帰郷して志道小学校教師・中沢見作に依頼し塾「余課序」を開き、世話人兼生徒となり、明治9年に唐津にも小学校教員養成所（伝習所）が開設されると入所し、翌10年には再び上京して、同人社や三菱商業学校、二松学舎で学ぶ。明治14年に石巻商業学校の教師となるも明治16年に帰郷し、父が設立した「魚会舎」（唐津魚市場の前身）の経営立て直しに協力。
明治18年（1885年）に父や草場三衛門（草場猪之吉の父）ら地元の有力者とともに唐津初の私立銀行唐津銀行を発起し、年少の小太郎が推されて頭取に就任、昭和6年に同行が佐賀中央銀行となった際にも初代頭取を務めた。そのほか、呼子県道、九州鉄道、唐津鉄道、北九州鉄道の実現にも尽力し、唐津電灯の設立や唐津港の開港につくした。娘婿に河村嘉一郎がいる。

## 利用情報
2025年4月1日より入館料を廃止した他、休館日を水曜日から月曜日へと改めた。
- 所在地

佐賀県唐津市南城内4-23
- 入館料

無料
- 開館時間

午前9時 - 午後5時
　※事前の申請があれば午前7時～午後9時まで利用可能
- 休館日

毎週月曜日（祝日の場合は開館、翌日を休館）・年末年始（12月29日〜1月3日）

## 交通アクセス
- JR九州唐津線唐津駅下車、徒歩12分（約1km）。
- 博多バスターミナルより昭和バス「からつ号」に乗車し、唐津大手口バスセンター下車、徒歩6分（約500m）。
- マイカーの場合、西九州自動車道唐津インターチェンジから北西（唐津市街方面）へ向かい約15分（約7.4km）。
- 唐津市営南城内駐車場（有料）が比較的近傍にある。